# Ecnomia
Ecnomia là một chi bướm đêm thuộc họ Noctuidae.

## Các loài
- Ecnomia hesychima Turner, 1936